# 잭보이
잭보이는 2014년 개봉된 대한민국의 단편 영화이다.

## 캐스팅
- 서현우
- 김예은
- 박성택 : 왕눈깔 역
- 손상현
- 장희수
- 윤진